# دوري آزادغان 2006–07
دوري آزادغان 2006–07 هو موسم من دوري آزادغان. فاز فيه نادي راهيان كرمانشاه.